# 1784.
◄ | 17. stoljeće | 18. stoljeće | 19. stoljeće | ►
◄ | 1750-ih | 1760-ih | 1770-ih | 1780-ih | 1790-ih | 1800-ih | 1810-ih | ►
◄◄ | ◄ | 1781. | 1782. | 1783. | 1784. | 1785. | 1786. | 1787. | ► | ►►
Arhitektura • Astronomija • Biologija • Glazba • Kazalište • Kemija • Kiparstvo • Knjige • Književnost • Kršćanstvo • Medicina • Politika • Pravo • Promet • Slikarstvo • Šport • Znanost

## Događaji
- Danska uprava ukida Althing (predstavničko tijelo) na Islandu.

## Rođenja
- 8. lipnja – Marie-Antoine Carême, francuski kuhar († 1833.)
- 3. listopada – Johann Karl Ehrenfried Kegel, njemački agronom († 1863.)
- 14. listopada – Ferdinand VII., španjolski kralj († 1833.)
- 24. studenog – Zachary Taylor, 12. predsjednik SAD-a († 1850.)

## Smrti
- 3. siječnja – Baldassare Galuppi, talijanski skladatelj (* 1706.)
- 31. srpnja – Denis Diderot, francuski filozof (* 1713.)

## Vanjske poveznice
|  | Zajednički poslužitelj ima još gradiva o temi 1784. |